# Чеботарь, Николай Акимович
Николай Акимович Чеботарь (род. 21 мая 1958, Кишинёв, Молдавская ССР, СССР) — советский и молдавский футболист, вратарь. Большую часть карьеры провёл в «Нистру» / «Зимбру» (Кишинёв), где является одним из рекордсменов по количеству сыгранных матчей среди голкиперов. Провёл более 500 официальных матчей в составе различных команд, после завершения активной карьеры игрока стал футбольным тренером и функционером.

## Биография

### Игровая карьера
Воспитанник кишиневского клуба «Нистру», где и начинал карьеру, выступая за дубль. В 1977 году для улучшения игровой практики руководство клуба решило отправить молодого вратаря набираться опыта в команду «Сперанца» (Дрокия), которая выступала во второй союзной лиге. После чего вернулся в родную команду, в составе которой выступал до 1981 года. За это время в чемпионатах СССР (первая лига) сыграл 146 матчей, еще 9 матчей провел в Кубке СССР. Также параллельно, а именно в 1979 году был вызван в состав сборной Молдавской ССР для участия в Летней спартакиаде народов СССР 1979 года. На этом турнире провел два поединка: против сборной Москвы и против сборной Казахской ССР.
В 1982 году проходил военную службу в киевском СКА, где за сезон провел 22 официальных матча. По окончании срока службы Николай вернулся в родную «Нистру», которая завоевала путевку в высшую лигу. По итогам сезона 1983 года в Высшей лиге сыграл 17 матчей, в которых пропустил 38 мячей. По ходу следующего чемпионата перешел к второлиговой команды «Заря» (Бельцы), в составе которой сыграл 49 матчей. Позже снова начал выступления в родной команде, где как и прежде выполнял функции основного голкипера, проведя при этом 59 поединков в первой лиге чемпионата СССР.
В 1987 году усилил черновицкую «Буковину», цвета которой защищал до конца сезона 1988 года. В сезоне 1988 вместе с командой боролся за выход в первую союзную лигу. На первом этапе команда справилась с задачей, став чемпионом УССР, однако в финальном этапе потеряла первую строчку и-за худшей разницы забитых и пропущенных голов. За это время в футболке черновицкого клуба сыграл 95 матчей. В 1989 году вернулся в Молдавию, где снова выступал за хорошо знакомые ему команды: «Заря» (Бельцы) и «Нистру» (Кишинёв) — 83 матча во всех турнирах. В 1992 году в составе клуба «Амоком» был участником первого розыгрыша независимого чемпионата Молдавии.

### Футбольная деятельность
По завершении игровой карьеры начал тренерскую деятельность. С 1992 по 1993 год работал главным тренером клубу «Молдова» (Боросений Ной). А в 1994 году возглавлял команду «Нистру» (Атаки). С первой выигрывал бронзовые награды чемпионата, а со второй серебряные медали кубка страны. В марте 1998 года был избран Генеральным секретарем Федерации футбола Молдавии. Переизбирался на эту должность в 2001 году, 2005, 2009 и 2013 году. С 2007 года параллельно работает и в комитете УЕФА по работе со СМИ.

## Достижения

### В качестве игрока
- Победитель Чемпионата УССР (1): 1988

### В качестве тренера
- Финалист Кубка Молдавии (1): 1994
- Бронзовый призёр Чемпионата Молдавии (1): 1993